# Diakonoffiana
Diakonoffiana is een geslacht van vlinders van de familie bladrollers (Tortricidae), uit de onderfamilie Olethreutinae.

## Soorten
- D. cyanitis (Diakonoff, 1973)
- D. mataea (Diakonoff, 1973)
- D. saloris (Diakonoff, 1973)
- D. syngena Diakonoff, 1973